# Vicenç Beltran
Vicente Beltrán Pepió (Traiguera, 1948) es un excatedrático de universidad, filólogo romanista, historiador de la literatura medieval y académico.

## Biografía
Se doctoró en filología en la Universidad de Barcelona con una tesis sobre la evolución de la canción cortés castellana, dirigida por José Manuel Blecua Teijeiro. Ha ejercido como catedrático de Filología románica en las universidades de Cádiz y Barcelona y luego como catedrático de Lengua Española en La Sapienza de Roma. Su investigación se ha centrado principalmente en la lírica medieval, aunque se ha ocupado también de otras épocas literarias y otros géneros. Sus publicaciones versan sobre lírica cortesana y oral o tradicional de la Edad Media y el Renacimiento en diversas lenguas europeas (galaico-portugués, castellano, catalán, occitano, francés e italiano), a los que ha dedicado más de setenta libros y dos centenares y medio de artículos.
Sus trabajos sobre la morfología de los cancioneros medievales permiten utilizar estos materiales en una fuente de información sobre la poesía, la sociología de la literatura y su transmisión. Según sus hipótesis, los cancioneros se habrían formado a partir de hojas de poesía, de cancioneros de autor y de antologías formadas en las cortes y círculos de creación literaria, luego reunidos o antologados en grandes colecciones que pueden alcanzar el nivel de organización interna que caracteriza los cancioneros provenzales e italianos del Duecento, o dar lugar a manuscritos lujosos, como algunos cancioneros provenzales y franceses. En el desarrollo de esta teoría ha analizado numerosos cancioneros provenzales, franceses, ingleses, italianos, castellanos y catalanes, objeto de publicaciones particulares; cada manuscrito es objeto de un estudio codicológico y paleográfico cuyas conclusiones son enlazadas con la cronología de las obras y los autores, con los datos derivados de la transmisión textual de cada obra y con la historia misma del manuscrito. El conjunto de toda esta información permite a menudo elaborar hipótesis muy precisas sobre el lugar o núcleo creador de donde proceden, su proceso de composición y, a veces, sus usuarios primitivos. Estas investigaciones han ilustrado también con nuevas interpretaciones el cancionero autógrafo de Ramón Berenguer de Masdovelles y la producción poética catalana de este período; en este ámbito ha estudiado también la estructura y transmisión del cancionero de Ausiàs March.
En sus teorías sobre la oralidad y la tradicionalidad en la lírica musical medieval ha incorporado la experiencia de los estudios etnográficos actuales y los trabajos de los antropólogos sobre las culturas orales de África y Oceanía. Acepta la teoría romántica de una creación y transmisión oral, que por su parte sitúa en la producción de los músicos medievales y renacentistas; solo en algunos momentos y lugares privilegiados sus obras interesaron a los poetas (generalmente en las cortes) y tuvieron la posibilidad de pasar a los cancioneros literarios. Sin embargo, lejos de considerarla una poesía popular, postula para la Edad Media y el Renacimiento la primacía creadora de los círculos cortesanos, y define su producción como una subliteratura cortés. Otra línea de investigación reciente en este ámbito es la búsqueda de elementos simbólicos que remontan a tradiciones antropológicas de larga duración, a veces documentadas desde las primitivas mitografías del Medio Oriente y de antigüedad clásica. En diversas publicaciones ha analizado las relaciones de esta poesía con la producción literaria en sentido estricto, las peculiaridades de su producción y transmisión, sus aspectos formales, sus temas y sus recursos expresivos... Dado que el corpus es discontinuo, ha usado a menudo el método comparativo, relacionando los textos en diversas lenguas (francés y gallego-portugués en el siglo XIII, italiano en el siglo XIV, castellano y francés en los siglos XV y XVI) y tomando también en consideración los lugares y los medios de producción y de transmisión. Estas investigaciones han desembocado en su La poesía tradicional medieval y renacentista, aunque con posterioridad ha seguido produciendo trabajos del tipo de «Las tres morillas». Durante la última década ha aplicado esta teoría a la génesis y difusión del romancero castellano durante el siglo XVI, sus antecedentes medievales y su posteridad folklórica; en este ámbito, tras el libro teórico El romancero. De la oralidad al canon (Kassel, Reichenberger, 2016) ha analizado la historia narrativa y textual de cada uno de los romances contenidos en las tres partes de la Silva de varios romances y en las cuatro de las Rosas de romances de Joan Timoneda, además de dedicar numerosos artículos al tema, especialmente a la relación del romancero con los músicos del siglo XVI.
Por otra parte, ha trabajado sobre las grandes figuras de la lírica medieval en varios campos, especialmente los trovadores occitanos y gallego-portugueses y los poetas castellanos del siglo XV. En estas investigaciones ha alternado las metodologías de la filología material (especialmente útiles en el estudio de los cancioneros) con los estudios sobre formas y géneros poéticos (A cantiga de amor, La canción de amor en el otoño de la Edad Media), y ha realizado algunas aportaciones a la personalidad de los poetas, a las circunstancias e interpretación de sus obras y a sus relaciones mediante la aplicación de técnicas historiográficas y la investigación en archivos (La corte de Babel, Poética, poesía y sociedad en la lírica medieval, «Pruébase por escritura»). Poesía y poetas del cuatrocientos).
Derivaciones recientes de esta línea de investigación han incidido en los aspectos ideológicos y pragmáticos de la lírica medieval y renacentista (por ejemplo en el estudio de la Consolatoria de Gómez Manrique), con aplicación particular a la influencia del amor cortés sobre la vivencias amorosas de los siglos XV y XVI, a las que atribuye la génesis de la actual liberación del amor y de la mujer. Planteamientos semejantes le han llevado al estudio de la lírica de arte menor en los cancioneros castellanos renacentistas y de las transformaciones que sufrió en este período, que ha enlazado con la génesis del primer petrarquismo español y con las condiciones sociales e históricas que lo hicieron posible. Los aspectos pragmáticos de la literatura le han inducido también a traducir al castellano el libro IV del Convivio de Dante, clave de una parte de la evolución del pensamiento político a fines del Medioevo, que obtuvo el «Premio per le traduzioni dedicate alla diffusione della lingua italiana all’estero, edizione 2020».
Aunque viene ocupándose de pliegos sueltos desde el año 2000, su línea de investigación más tardía se ha ocupado de su relación con las tradiciones poéticas y musicales del siglo XVI. El estudio del contenido de los pliegos poéticos de este siglo, que pone en relación con los cancioneros literarios y los musicales, le lleva a la conclusión de que fueron forma de edición, difusión y comunicación que permitió a los autores o a los ejecutores de espectáculos poético-musicales hacer que su producción circulara de forma impresa, seguramente ocupándose ellos mismos de su edición y venta como sabemos documentalmente que hicieron algunos ciegos durante el último tercio del siglo. Por una parte, son testimonio primario de la creación poética y musical en niveles medios y altos (incluidos algunos grandes poetas que usaron este canal para la circulación de su obra, como Jorge de Montemayor, Lope de Vega y otros muchos), por otra, difundieron lo que a veces parecen ser libretos de ejecuciones o espectáculos concretos. A pesar de una larga tradición crítica, los pliegos conocidos del siglo XVI solo a veces se vinculan a corrientes literarias populares.
Se ha ocupado también de la edición de textos aplicando técnicas neolachamannianas. Aparte de aportaciones puntuales a los textos de trovadores y trouvères, destacan su edición crítica de la obra de Jorge Manrique (con un libro dedicado específicamente a la transmisión y edición crítica de las Coplas a la muerte de su padre), y la antología Poesía española. 1. Edad Media: lírica y cancioneros, donde aplica sus hipótesis sobre la evolución de la poesía castellana desde los orígenes hasta el Renacimiento.
En los últimos años ha analizado la génesis de los registros expresivos de la sátira trovadoresca incorporando corrientes muy recientes de filosofía y antropología del lenguaje (La creación de una lengua poética: los trovadores entre oralidad y escritura) y ha realizado y promovido investigaciones sobre los problemas lingüísticos creados por la adaptación y desarrollo del castellano como lengua poética a lo largo de los siglos XV y XVI (Para una historia del vocabulario poético español. De Mena al Renacimiento).
La participación como responsable de la poesía de los cancioneros cuatrocentistas en la Historia de la métrica medieval castellana le ha llevado a ocuparse recientemente de los problemas de cómputo silábico en la poesía bajomedieval castellana, sentando dudas sobre la aplicabilidad de las soluciones para los encuentros vocálicos que caracterizan la métrica moderna y señalando la presencia del cómputo trovadoresco en sectores de la poesía lírica y doctrinal del siglo XIV y principios del XV.
Ha dirigido numerosos proyectos de investigación internacionales, patrocinados por organizaciones del mayor prestigio (University of California, Unión Académique Internationale, Ministerio de Ciencia e Innovación, Institut d'Estudis Catalans, Academia Valenciana de la Lengua, University of Liverpool) y ha sido creador y director del Boletín bibliogràfico de la Asociación Hispánica de Literatura Medieval, que dirigió durante veinticinco años.
Miembro de numerosas sociedades científicas, ha sido presidente de la Asociación Hispánica de Literatura Medieval, de la que es socio de honor y creador y primer presidente de la Asociación Convivio para el estudio de los cancioneros y de la poesía de cancionero, de la que es Presidente de honor, y es miembro numerario del Institut d'Estudis Catalans y de la Accademia Nazionale dei Lincei.

## Obras
Entre sus publicaciones se pueden destacar:
- La canción tradicional (1976).
- Antología de la poesía gallego-portuguesa (1985), conjuntamente con Carlos Alvar.
- La canción de amor en el otoño de la edad media (1988).
- El estilo de la lírica cortés: para una metodología del análisis literario (1990).
- Coplas que hizo Jorge Manrique a la muerte de su padre. Edición crítica con un estudio de su transmisión textual (1991).
- A cantiga de amor (1995).
- Jorge Manrique. Poesía, edición crítica y anotada (1993).
- Poesía española. 1. Edad Media: lírica y cancioneros (2002).
- La corte de Babel: política y poética de las lenguas en la España del siglo XIII (2005).
- El cançoner de Joan Berenguer de Masdovelles (2006).
- Poesia, escriptura, societat: els camins de March (2006).
- Poética, poesía y sociedad en la lírica medieval (2007).
- La poesía tradicional medieval y renacentista. Poética y antropología de la lírica oral(2009).
- La creación de una lengua poética: los trovadores entre oralidad y escritura(2010).
- Para una historia del vocabulario poético español. De Mena al Renacimiento (2011).
- V. Beltran, G. Avenoza, L. Soriano, BITECA. Bibliografia de textos antics catalans, valencians i balears, València, Acadèmia Valenciana de la Llengua, Universitat de Barcelona, Universitat de València, 2013.
- «Don Ferrando, rei spectant. La connexió portuguesa del Tirant. Discurs de recepció de Vicenç Beltran i Pepió com a membre numerari de la Secció Històrico-Arqueològica, llegit el dia 18 d’octubre de 2012», Barcelona, Institut d’Estudis Catalans, 2012.
- «Pruébase por escritura». Poesía y poetas del cuatrocientos, Alcalá de Henares, Universidad-Instituto Universitario de Investigación Miguel de Cervantes, 2015.
- El romancero. De la oralidad al canon, Kassel, Reichenberger, 2016.
- Conflictos políticos y creación literaria entre Santillana y Gómez Manrique: la «Consolatoria a la condesa de Castro», Madrid-Frankfurt, Iberoamericana-Vervuert, 2016.
- Historia de la métrica medieval castellana, coordinada por Fernando Gómez Redondo en colaboración con Carlos Alvar, Vicenç Beltran y Elena González-Blanco García, San Millán de la Cogolla, CiLengua, 2016.
- «La Primera parte de la Silva de varios romances», estudio preliminar y edición facsímil de la Primera parte dela Silua de varios romances (...), México, FAH, 2016, pp. 9-137.
- «La Segunda parte de la Silva de varios romances», estudio preliminar y edición facsímil de la Segunda parte dela Silua de varios romances (...), México, FAH, 2017, pp. 9-162.
- «De Túnez a Cartago. Propaganda política y tradiciones poéticas en la época del Emperador», Boletín de la Real Academia Española, 97, 315, 2017, pp. 45-114.
- «La Tercera parte de la Silva de varios romances», en Tercera parte dela Silua de varios romances (...), México, FAH, 2017, pp. 9-204.
- «Timoneda y sus Rosas de romances, en Joan Timoneda», estudio preliminar a la edición facsímil de las Rosas de romances. I. Rosa de amores. Rosa gentil, México, FAH, 2018, pp. 1-323.
- Alighieri, D., Convivio (libro IV), Traducción e introducción de Vicenç Beltran, Zaragoza, Pórtico, 2020.
- «Estudio preliminar» a Rosas de romances. II. Rosa española. Rosa real, México, FAH, 2020, pp. 11-380.
- «Chanson de femme, folklore y mito», Los motz e·l so afinant. Cantar, llegir, escriure la lírica dels trobadors, a cura de Meritxell Simó, Roma, Viella-IRCVM, 2020, pp. 13-33.
- «Tradiciones poéticas y paradigmas métricos en la edad media castellana», Revista de Filología Española, 100, 2020, pp. 499-512.
- «Estudio introductorio» a Alonso de Fuentes, Cuarenta cantos de diversas e peregrinas historias, México, FAH, 2020, pp. 11-239.
- «Amar en la corte. Amor y matrimonio en la sociedad estamental», Librosdelacorte.es, 12, 22, 2021.